# سیندی نووا
سیندی نووا (اسپانیایی: Cindy Novoa‎؛ زادهٔ ۱۰ اوت ۱۹۹۵) بازیکن فوتبال اهل پرو است.
وی همچنین در تیم ملی فوتبال زنان پرو بازی کرده‌است.